# Johan Erik Lindh

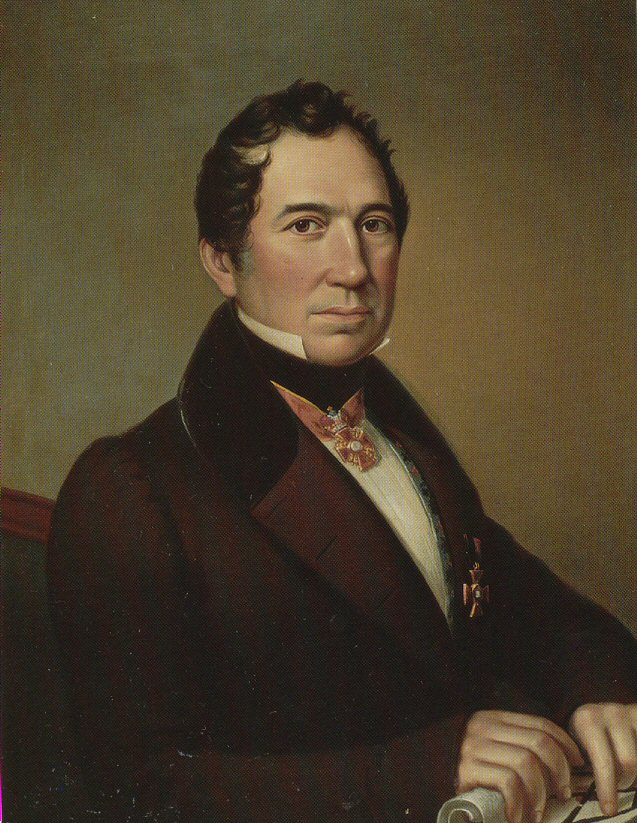
Johan Erik Lindh: Porträtt av Johan Carl Ludvig Engel.

Johan Erik Lindh, född 4 oktober 1793 på Harg i Roslagen, död 21 januari 1865 i Helsingfors, var en svensk målare, verksam i Finland. 

## Biografi
Lindh, som var soldatson, studerade vid Konstakademien i Stockholm och var elev till målaren Emanuel Limnell. Efter att 1814 ha tilldelats Stockholms målarämbetes gesällbrev begav han sig 1817 till Gamlakarleby i Finland, där han målade en altartavla för stadens kyrka och fick 1822 mästarbrev av målarämbetet i Vasa. Han var bosatt i Österbotten till 1825 och målade där altartavlor och porträtt. Nämnda år flyttade han till Åbo och efter Åbo brand 1827 till Helsingfors.
Han var en ytterst produktiv porträttmålare. Hans porträtt igenkänns lätt på den rödaktiga koloriten och de stela anletsdragen, fastän likheten ofta nog var träffande. Dessutom restaurerade och kopierade han gamla familjetavlor och porträtt samt ägnade sig även senare åt kyrkligt måleri. Han ställdes snart i skuggan av de yngre och skickligare målarna, framförallt Robert Wilhelm Ekman. Han är representerad i Finska Konstföreningens galleri med tre porträtt.

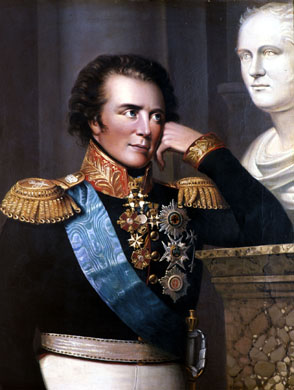
Johan Erik Lindh: Porträtt av Gustaf Mauritz Armfelt, 1845
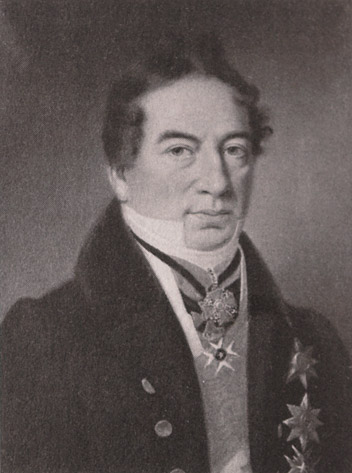
Porträtt av Robert Henrik Rehbinder